# Slag bij Resaca
De Slag bij Resaca vond plaats tussen 13 mei en 15 mei 1864 in Gordon County en Whitfield County Georgia tijdens de Amerikaanse Burgeroorlog. De onbesliste slag werd uitgevochten tussen de Noordelijken onder leiding van generaal-majoor William T. Sherman en de Zuidelijken onder leiding van generaal Joseph E. Johnston.

## Achtergrond

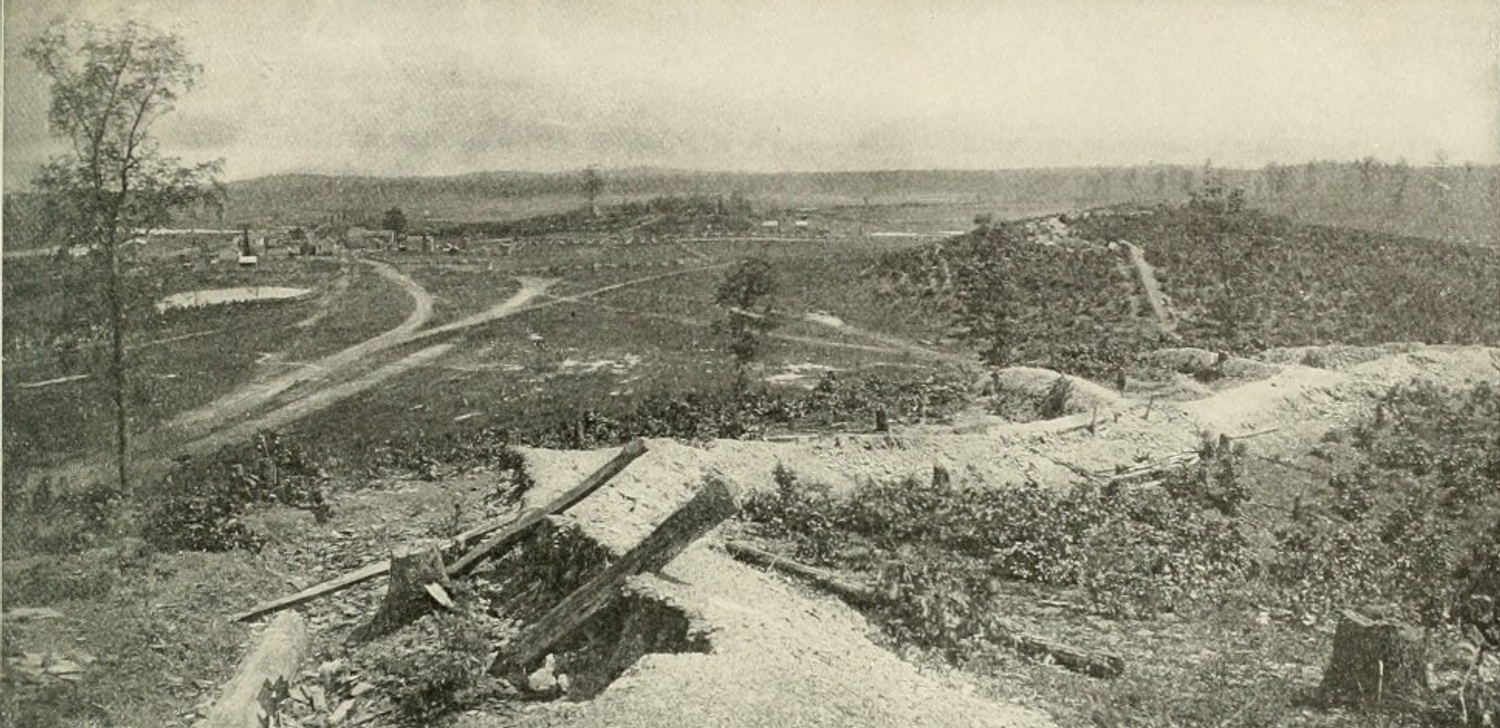
Zuidelijke borstweringen bij de slag van Resaca in 1864.

Begin mei 1864 had de Zuidelijke regering de gevraagde versterkingen gestuurd naar Johnston. Terwijl de brigade van brigadegeneraal James Cantey op 7 mei 1864 door Dalton marcheerde, meldden zijn verkenners een grote Noordelijke troepenmacht die op weg was naar Resaca. Cantey gaf het bevel om onmiddellijk borstweringen op de werpen. De rest van 7 mei en op 8 mei bouwden de Zuidelijken hun stellingen uit.
Zoals Sherman in zijn memoires schreef, bestond het Noordelijke plan eruit om de spoorweg en de telegraaflijnen in handen te krijgen die ten zuiden van Dalton liepen. Zo zou Johnston worden gedwongen om zijn stellingen bij Dalton op te geven of slag te leveren, wat gunstiger zou verlopen voor Sherman. Sherman gaf de opdracht aan het Army of the Tennessee om de Zuidelijke aanvoer- en communicatielijnen in handen te krijgen. Het Army of the Cumberland en het Army of the Ohio onder George H. Thomas en John M. Schofield dienden voor afleiding te zorgen langs het Zuidelijke front.
Op 9 mei marcheerde het Noordelijke Army of the Tennessee onder leiding van generaal-majoor James B. McPherson vanuit Snake Creek Gap richting Resaca. Vrijwel onmiddellijk botsten ze op een Zuidelijke cavaleriebrigade onder leiding van kolonel Warren Grigsby. Na een korte maar hevige confrontatie formeerde brigadegeneraal Thomas W. Sweeney een defensieve linie en verjoeg de Zuidelijken. De Zuidelijke cavalerie trok zich terug naar een defensieve linie waar ze versterkt werden door de 37th Mississippi, een regiment van Canteys brigade.
Die avond stuurde Sherman de 9th Illinois Mounted Infantry eropuit om de beste weg naar de Western & Atlantic Spoorweg te vinden. Ondertussen rukten scherpschutters op naar de defensieve linie van de Zuidelijke cavalerie en Canteys regimenten. De Zuidelijken hadden ondertussen versterking gekregen van twee kanonnen en de brigade van brigadegeneraal Daniel H. Reynolds die de voorhoede vormde van John Bell Hoods 20.000 man sterke strijdmacht.

## De slag
Johnston had zijn troepen terug getrokken van de Rocky Face Ridge naar de heuvels rond Resaca. Op 13 mei voerden de Noordelijken aanvallen uit om de sterkte van de Zuidelijke stellingen te testen. De volgende dag voerden de Noordelijken verschillende grootscheepse aanvallen uit die werden afgeslagen door de Zuidelijken. Ook op 15 mei duurden de gevechten verder. Sherman stuurde een strijdmacht naar de Oostanaula-rivier om bij Lay’s Ferry via pontonbruggen de andere oever te bereiken. Vandaar uit kon Sherman troepen sturen om de spoorweg in te nemen. Johnston kon dit manoeuvre niet counteren en trok zich terug. Dit zou uitmonden in de Slag bij Adairsville op 17 mei.